# Ctenomys pearsoni
Espèce
Statut de conservation UICN

 NT  : Quasi menacé
Ctenomys pearsoni est une espèce qui fait partie des rongeurs de la famille des Ctenomyidae. Comme les autres membres du genre Ctenomys, appelés localement des tuco-tucos, c'est un petit mammifère d'Amérique du Sud bâti pour creuser des terriers. Ce rongeur, que l'on rencontre en Argentine et en Uruguay, est considéré par l'UICN comme étant presque menacé.
L'espèce a été décrite pour la première fois en 1983 par le zoologiste et généticien uruguayen Enrique P. Lessa et le zoologiste brésilien Alfredo Langguth (né en 1941). Elle a été nommée ainsi en hommage au zoologiste américain Oliver Payne Pearson (1915-2003).